# كأس الأمير 2012–13
كأس أمير الكويت لموسم 2012/2013  هي النسخة 50 من بطولة كأس الأمير التي فاز بها نادي القادسية.
أقيمت المباراة النهائية في يوم الثلاثاء 28 مايو 2013، و استطاع نادي القادسية الفوز على نادي الجهراء بالمباراة بنتيجة 3-0 سجلها كل من اللاعب بدر المطوع حيث سجل هدفين، بينما اللاعب المحترف السوري عمر السومة هدفاً واحداً. و يحصل نادي القادسية على اللقب الخامس عشر في تاريخه.